# 天外世界2
《天外世界2》是由黑曜石娱乐开发，Xbox游戏工作室所发行的动作角色扮演游戏，预计于2025年10月29日在Microsoft Windows（微软商店、Steam、战网）、Xbox Series X/S、PlayStation 5平台发售，首发加入Xbox Game Pass游戏库。

## 游戏玩法
《天外世界2》是一款第一及第三人称视角的动作角色扮演游戏。玩家可以使用近战武器和枪械击败敌人。游戏采用科幻题材，将设定在一个全新的星系，并引入全新的角色阵容。玩家将作为一名地球理事会干员，在调查过程中将前往跃进式驱动器技术的诞生地阿卡迪亚。

## 开发及发售
本作首次公开于2021年Xbox游戏发布会（Xbox & Bethesda Games Showcase 2021），拟定登陆Microsoft Windows、Xbox Series X/S平台，并作为Xbox Series X/S主机端独占游戏发售，除此之外并未公布具体的发售日及其他更多信息。据报道，本作首次立项投入开发是在2019年9月，即《天外世界》发行一个月之前。
黑曜石方面邀请了《辐射》创始人Tim Cain，同时也是前作《天外世界》的总监作为本作的创意顾问。
在联邦贸易委员会（FTC）诉微软案中，Xbox游戏工作室负责人马特·布蒂（Matt Booty）作为相关人士接受了听证，其中他在回应FTC方面律师提问表示，微软方面尚未最终决定是否将《天外世界2》移植到PlayStation 5平台。随后由于微软内部商业政策变化，本作不再作为独占游戏推出，而最终作为多平台游戏发行。
另外本作是微软旗下第一款标准版定价80美元的游戏，先前微软宣布由于美国政府的关税政策以及逐步上升的开发成本等原因提高了部分未来发行的第一方游戏及现有游戏硬件外设的价格。
2025年7月23日，Xbox游戏工作室跟黑曜石娱乐宣布本作下调定价到70美元，暂时搁置将部分第一方游戏定价上调的做法，玩家可以申请退款，并选择以69.99美元的定价购买游戏。

## 外部連結
- 官方网站